# جاك غارنييه
جاك غارنييه (بالفرنسية: Jacques Garnier)‏ هو محامي وسياسي فرنسي، ولد في 30 مارس 1755 في سانتس في فرنسا، وتوفي في 1 يوليو 1818 في أوهايو في الولايات المتحدة بسبب غرق. انتخب نائب فرنسي.